# Pico das Tempestades
O Pico das Tempestades é o oitavo pico mais alto do Maciço de la Maladeta, nos Pirenéus, atingindo a altitude de 3296 m. Tem apenas 72 m de proeminência topográfica para o cume-pai, o monte Aneto.
É o primeiro grande cume a leste do monte Aneto (3404 m), o mais alto dos Pirenéus, mas o tergo entre ambos os cumes é altamente inclinado, permitindo o atravessamento apenas a montanhistas altamente treinados. Há uma grande crista chamada "Brecha de Tempestades" (50 m de rappel para descer até ao colo mais próximo) e rocha gretada. Por esta razão a rota normal para aceder ao Tempestades é completamente diferente da do Aneto e é interessante apreciar a vista do mais alto monte dos Pirenéus e a espetacular crista Salenques-Tempestades, a rota clássica de subida. Esta rota normal não é muito difícil, com partes de nível I ou no máximo I+ no final da escalada, mas apenas montanhistas experientes costumam chegar ao cimo, e não caminhantes normais.